# Solca (Argentina)
Solca es una pequeña localidad del departamento General Juan Facundo Quiroga de la provincia de La Rioja en Argentina.

## Características generales
Se ubica a unos 15 km al este de la localidad de Malanzán cabecera del departamento, sobre el lateral de la ruta provincial N° 30, aproximadamente en la ubicación 30°46′02″S 66°28′38″O / -30.76722, -66.47722.
Esta pequeña localidad cuenta con un centro de atención primaria en salud y una escuela de nivel inicial.
En el último censo efectuado en 2010 la población se tipificó como "rural dispersa".
En cercanías al poblado se encuentra el río Anzulón. La superficie plana de un bloque pétreo, claramente caído de una de las barrancas laterales que forman el cauce del río, presenta una serie de petroglifos con representaciones de incierta clasificación.

## Reserva provincial de uso múltiple Guasamayo
La localidad de Solca se encuentra dentro de la reserva provincial de uso múltiple Guasamayo.
Se trata de un área protegida de alrededor de 9000 hectáreas creada en 1963 con el objetivo específico de asegurar la "Protección de una zona de la Quebrada de Guasamayo con bosquecillos de algarrobo, quebracho y molle. Protección de una zona con restos paleontológicos y arqueológicos importantes".